# Museu de la Ciència de Minnesota
El Museu de la Ciència de Minnesota (Science Museum of Minnesota, en anglès) és una institució americana centrada en temes relacionats amb la tecnologia, història natural, física i matemàtiques. Fou fundat l'any 1907 i està localitzat a la ciutat capital de Minnesota, Saint Paul.

## Exposicions permanents

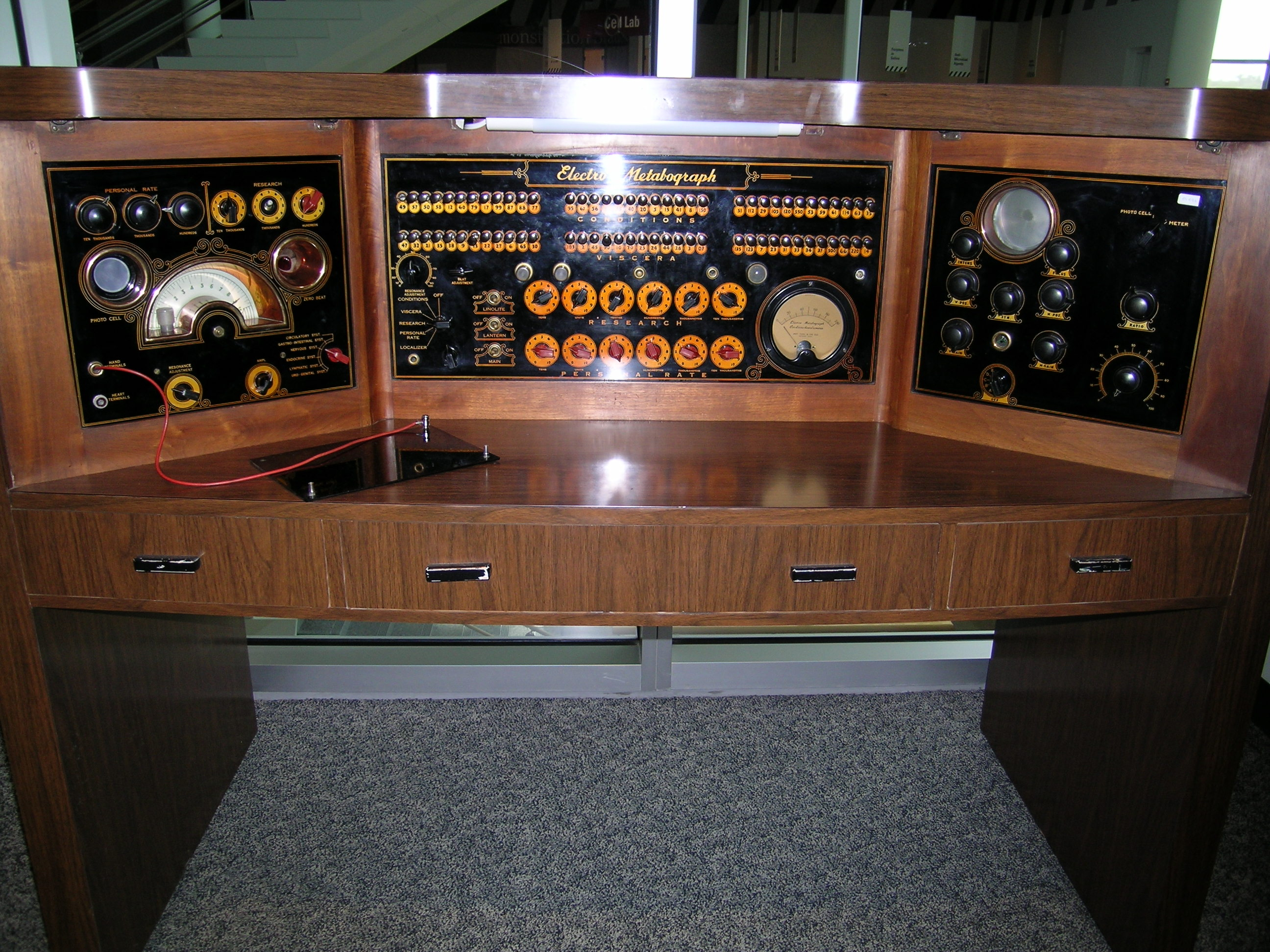
Electro-metabograph

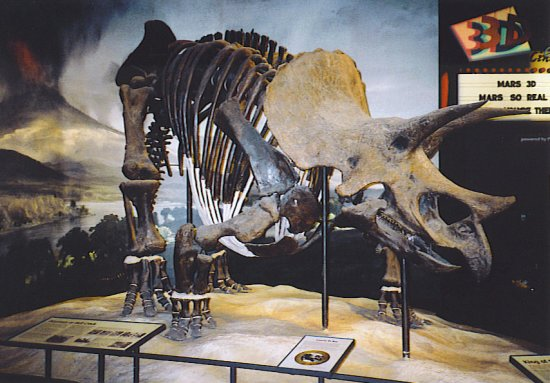
El Triceratops

Hi ha una sèrie d'exposicions que sempre estan al museu, incloent:
- Galeria de dinosaures i fòssils . Inclou un Triceratops, Diplodocus, Allosaurus, Stegosaurus i Camptosaurus.
- Galeria del cos humà
- Galeria Experimental
- Galeria del riu Mississippi
- Gran pati del darrere
- Ciències Buzz

## Teatre
El nou edifici té una pantalla dual-IMAX / Omnimax, amb una pantalla de paret per pel·lícules IMAX i altres presentacions planes, i dispositiu per veure pel·lícules Omnitheater, sent primer teatre com convertible en l'hemisferi nord. La pantalla de cúpula pot girar al voltant de la sala per mostrar la pantalla IMAX. El contrapès per al sistema era tan grans que havien de posar-se en marxa abans que la resta de l'edifici.

### Producció
El museu ha estat un important productor de pel·lícules Omnitheater, entre les quals destaquen:
- Genesis (1978)
- Living Planet (1979)
- The Great Barrier Reef (1981)
- Darwin on the Galapagos (1983)
- Seasons (1987)
- Ring of Fire (1991)
- Tropical Rainforest (1992)
- Search for the Great Sharks (1995)
- The Greatest Places (1998)
- Jane Goodall's Wild Chimpanzees (2002)
- "Mummies: Secrets of the Pharoahs" (2011)
- "Amazon" (2011)